# 錢溥
錢溥（1408年—1488年），字原溥，直隸松江府華亭縣人，明朝政治人物。

## 生平
應天府鄉試第七十二名。正統四年（1439年）己未科會試第四名，殿試登進士第二甲第二名，授翰林院檢討，遷左贊善。
天順六年（1462年），出使安南，封黎灝為王，返朝，任廣東順德縣知縣。
成化年間，累官至南京吏部尚書。工書法，兼楷、行、草，以小楷著稱。諡文通。著有《劉公遺愛記》。

## 家族
曾祖錢德玉，祖父錢華仲，父錢惟慶，弟钱博